# Esotropia

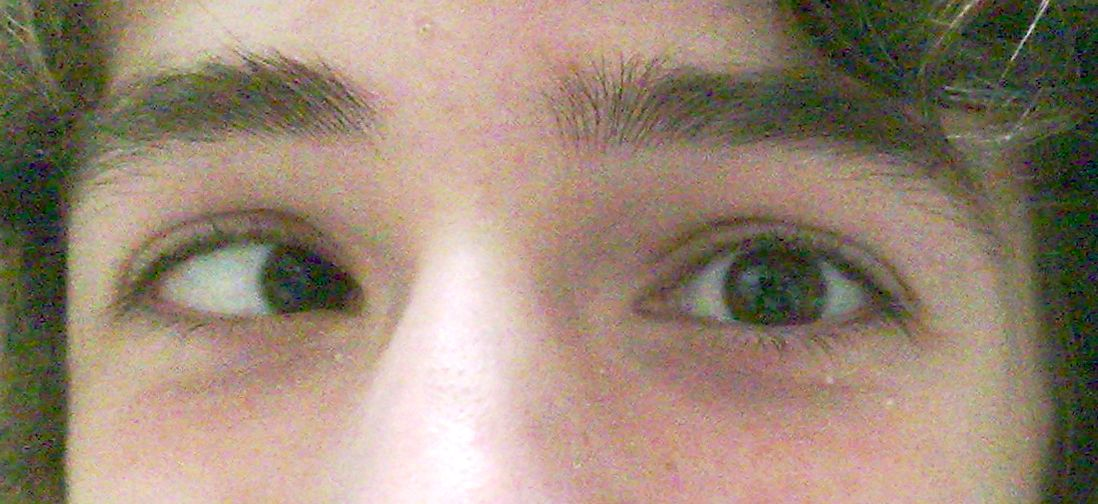
Esotropia

L' esotropia è  una forma di strabismo concomitante e per la precisione riguarda le forme convergenti degli assi visivi. In tale anomalia il movimento oculare non viene limitato e l'angolo di deviazione rimane immutato.

## Tipologia
Nell'ambito dello strabismo, la classificazione avviene attraverso il fatto che l'angolo che evidenzia il grado di strabismo cambi o meno.
Nella forma dove l'angolo non cambia esiste la forma denominata esotropia che si suddivide in:
- Esotropia essenziale infantile o congenita;
- Esotropia accomodativa;
- Esotropia sensoriale;
- Esotropia concomitante acuta.

## Epidemiologia
Le varie forme convergenti sono molto più diffuse nel mondo occidentale rispetto alle forme divergenti. Vi è una prevalenza delle forme essenziale infantile, l'accomodativa e la sensoriale. Si manifestano in età infantile e se non si prestano le dovute cure, continua a persistere durante tutta la vita della persona.

## Eziologia
Le cause cambiano a seconda del tipo; a volte rimangono sconosciute, altre vengono riferite a anisometropie, cataratte congenite monolaterali, altre ad ipermetropia non corretta.

## Terapie
Il trattamento è quasi sempre chirurgico con esclusione della forma accomodativa che al contrario risulta inutile e si preferisce la cura della causa scatenante, l'ipermetropia.